# Melanopsis lorcana
Melanopsis lorcana is een slakkensoort uit de familie van de Melanopsidae. De wetenschappelijke naam van de soort is voor het eerst geldig gepubliceerd in 1854 door Guirao.